# Botafogo (stacja metra)
Botafogo/Coca-Cola – stacja metra w Rio de Janeiro, w dzielnicy Botafogo, na linii 1 i 2. Zlokalizowana jest pomiędzy stacjami Cardeal Arcoverde i Flamengo. Została otwarta 17 września 1981.